# Jüdische Elementarschule (Breisach am Rhein)
Die Jüdische Elementarschule in Breisach am Rhein, einer Stadt im Landkreis Breisgau-Hochschwarzwald in Baden-Württemberg, war eine Elementarschule. Sie wurde 1835 gegründet und befand sich im heutigen Blauen Haus.

## Geschichte

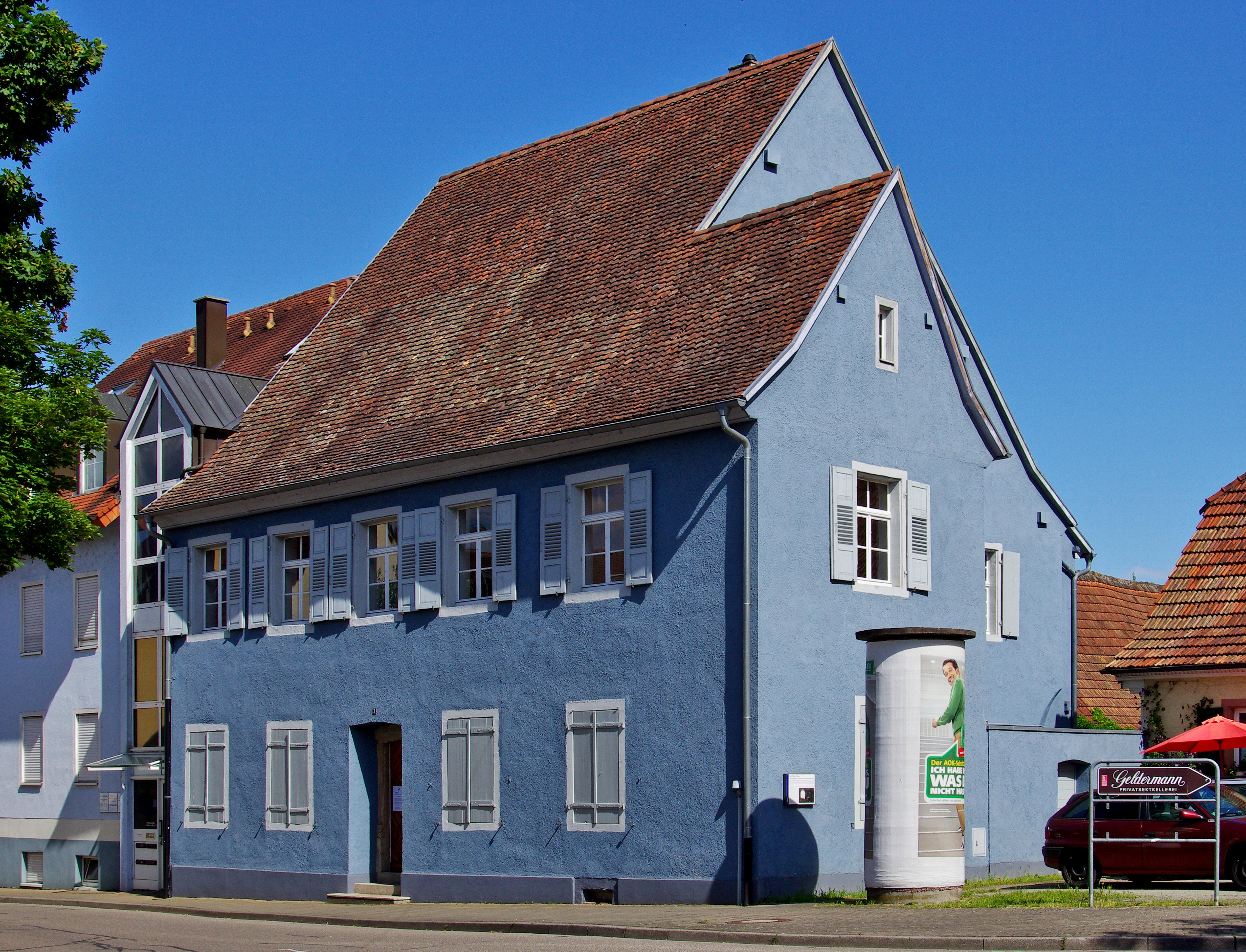
Schulgebäude

Die Schule wurde von der Jüdischen Gemeinde Breisach am Rhein unterhalten. Das badische Judenedikt von 1809 gestattete den jüdischen Gemeinden eigene Schulen zu errichten, sofern sie die Kosten dafür übernahmen.
Die Schule befand sich im ehemaligen Gasthaus Zum Sankt Peter in der Rheintorstraße 3. Um 1850 hatte die Schule etwa 100 Schüler.
Die jüdischen Elementarschulen wurden mit der Einführung der Simultanschulen im Großherzogtum Baden im Jahr 1876 aufgelöst. Die jüdische Schule in Breisach wurde als Religionsschule weitergeführt.

## Schulgebäude
Das Gebäude diente zeitweise als jüdisches Armenspital und als jüdisches Gemeindehaus mit der Wohnung des Kantors. Nach der Zerstörung der Synagoge beim Novemberpogrom 1938 wurde von 1938 bis 1940 im Schulhaus auch ein Betsaal eingerichtet. Nach 1940 wurde das Gebäude als Werkstatt, nach 1955 als Wohnhaus genutzt. im Jahr 2000 wurde vom Förderverein Ehemaliges Jüdisches Gemeindehaus das Gebäude erworben. Seit 2003 ist darin eine Gedenk- und Begegnungsstätte eingerichtet. 